# Тумаркина, Дина Иосифовна
Дина Иосифовна Тумаркина (азерб. Dina İosifovna Tumarkina; 1932, Одесса) — азербайджанская актриса. Народная артистка Азербайджанской ССР (1981), лауреат Государственной премии Азербайджанской ССР (1972).

## Биография
Дина Тумаркина родилась 16 августа 1932 года в Одессе. Училась в Одесском технологическом институте и в  театральной студии при Доме актера у  М. Е. Тилькера. 
В 1955 году переехала в Баку, где проработала полгода в Азербайджанском государственном театре юного зрителя.
С 1956 года она была актрисой Азербайджанского государственного русского драматического театра имени Самеда Вургуна. За 34 года своей творческой деятельности в этом театре Дина Тумаркина исполнила более 150 ролей.
С начала 1990-х годов Дина Тумаркина живёт в Израиле. В различных театрах страны она сыграла 11 ролей, из которых 6 на иврите.

## Творчество
Дина Тумаркина  исполнила образы решительных и деятельных женщин. Её основные роли:
- Света Журова («Когда цветет акация…» Н. Г. Винникова, 1957),
- Зоя («Барабанщица» А. Д. Салынского, 1959),
- Нина («Миллион за улыбку» А. В. Софронова, 1960),
- Бьянка («Укрощение строптивой» У. Шекспира, 1964),
- Роксана («Сирано де Бержерак» Э. Ростана, 1965),
- Елена («Дядя Ваня» А. П. Чехова, 1969),
- Иветта Портье («Мамаша Кураж и ее дети» Б. Брехт, 1975),
- Надежда («С легким паром» Э. В. Брагинского и Э. А. Рязанова, 1970),
- Натали («Шаги командора» В. Н. Коростылева, 1971),
- Женя («Валентин и Валентина» М. М. Рощина, 1973),
- Людмила («Ретро» А. М. Галина, 1983),
- Вера («Скамейка» А. И. Гельмана, 1985),
- Зотова («Диктатура совести» М. Ф. Шатрова.

## Фильмография
- Ищите девушку (фильм,1970)
- Главное интервью (фильм,1971)
- Если мы вместе (фильм,1975)

## Награды
- Заслуженная артистка Азербайджанской ССР (1972)
- Государственная премия Азербайджанской ССР (1972)
- Народная артистка Азербайджанской ССР (1981)